# 宝山街道 (南平市)
宝山街道是中国福建省南平市建阳区下辖的一个街道办事处。2022年，经南平市人民政府批复同意，原建阳区下辖的潭城、童游2个街道拆分为为潭城、童游、崇泰、崇阳、宝山5个街道。2022年11月1日，宝山街道正式挂牌成立。

## 行政区划
宝山街道共辖6个社区、3个行政村，分别是：
黄花山社区、西桥社区、兴建社区、桥南社区、宝山社区、南阳社区、桥南村、回瑶村和溪源村。